# Kölner Mani-Kodex
Der Kölner Mani-Kodex (lateinisch Codex Manichaicus Coloniensis = CMC), P. Köln inv. Nr. 4780, ist ein  3,5 × 4,5 cm großer Miniaturkodex aus Pergament. Er ist in  griechischer Sprache und Schrift geschrieben und wurde nach der paläographischen Bestimmung im späten 4. oder im 5. Jahrhundert angefertigt. Auf 192 Seiten enthält er eine Lebensbeschreibung des Religionsstifters Mani, des Begründers des Manichäismus, unter dem Titel „Über das Werden seines Leibes“. Er ist eine der wichtigsten Quellen für Manis Leben und beschreibt auch manichäische Lehrinhalte.

## Inhalt und Forschungsgeschichte
Der Kölner Mani-Kodex ist eine sehr wertvolle Quelle für den frühen Manichäismus, da er autobiographische Angaben Manis und Berichte seiner Jünger überliefert, die der anonyme Autor aus älteren Werken kompiliert hat. Der Text wurde vermutlich aus dem Ostaramäischen ins Griechische übersetzt.
Der Kodex wurde bekannt durch Antikenhändler in Kairo. 1969 wurde er vom Institut für Altertumskunde der Universität Köln gekauft. Anton Fackelmann trennte die einzelnen Lagen. Zwei Kölner Wissenschaftler, Albert Henrichs und Ludwig Koenen, publizierten 1970 den ersten Bericht und 1975–1982 die erste Ausgabe des Manuskripts in vier Artikeln der Zeitschrift für Papyrologie und Epigraphik. Viele Ergänzungen und Änderungen wurden in der folgenden Dekade vorgeschlagen. Daher brachten Ludwig Koenen und Cornelia Römer 1988 eine zweite Ausgabe heraus.
Zwei Konferenzen zu dem Kodex wurden abgehalten und ihre Beiträge veröffentlicht: 1984 in Rende (Kalabrien) und 1988 in Cosenza.
Der Kölner Mani-Kodex ist das kleinstformatige Buch der Antike. Dieses auffallend kleine Buchformat rührt möglicherweise daher, dass der Manichäismus von der Kirche verfolgt wurde. So musste man den wertvollen Mani-Kodex gut verstecken und transportieren können. Wahrscheinlicher ist jedoch, dass das Buch als Amulett am Körper getragen werden sollte.

## Fotografische Wiedergabe des Kodex
- Ludwig Koenen, Cornelia Römer: Der Kölner Mani-Kodex. Abbildungen und diplomatischer Text. Habelt, Bonn 1985, ISBN 3-7749-2146-6 (enthält Fotografien aller Seiten des Codex)

## Textausgaben und Übersetzungen
- Ron Cameron, Arthur J. Dewey (Hrsg.): The Cologne Mani Codex (P. Colon. inv. nr. 4780). Concerning the Origin of His Body. Scholars Press, Missoula (MT) 1979 (Edition mit englischer Übersetzung; Society of Biblical Literature Texts and Translations Series 15)
- Ludwig Koenen, Cornelia Römer (Hrsg.): Der Kölner Mani-Kodex. Über das Werden seines Leibes. Westdeutscher Verlag, Opladen 1988, ISBN 3-531-09924-8 (kritische Edition mit Übersetzung)
- Ludwig Koenen, Cornelia Römer: Mani. Auf der Spur einer verschollenen Religion. Herder, Freiburg im Breisgau u. a. 1993, ISBN 3-451-23090-9 (Übersetzung mit Einleitung)
- Cornelia Römer: Manis frühe Missionsreisen nach der Kölner Manibiographie. Textkritischer Kommentar und Erläuterungen zu p. 121-p. 192 des Kölner Mani-Kodex. Westdeutscher Verl., Opladen 1994, ISBN 3-531-09938-8